# Listă de filme de groază din anii 1950
Aceasta este o listă de filme de groază din anii 1950.
| 1951                                    |                                                       | |                                                                                    |                         |
| Bride of the Gorilla                    | Curt Siodmak                                          | Barbara Payton, Lon Chaney, Jr., Raymond Burr                                                                               | Statele Unite ale Americii                                                         | [ 1 ]                   |
| The Son of Dr. Jekyll                   | Seymour Friedman                                      | Louis Hayward, Jody Lawrance, Alexander Knox                                                                                | Statele Unite ale Americii                                                         | [ 2 ]                   |
| The Strange Door                        | Joseph Pevney                                         | Charles Laughton, Boris Karloff, Sally Forrest                                                                              | Statele Unite ale Americii                                                         | [ 3 ]                   |
| The Thing from Another World            | Christian Nyby                                        | Margaret Sheridan, Kenneth Tobey, Robert Cornthwaite                                                                        | Statele Unite ale Americii                                                         | Science fiction horror  |
| 1952                                    |                                                       | |                                                                                    |                         |
| Unnatural                               | Arthur Maria Rabenalt                                 | Hildegard Knef, Erich von Stroheim                                                                                          | Germania de Vest                                                                   | [ 5 ]                   |
| The Black Castle                        | Nathan H. Juran                                       | Richard Greene, Boris Karloff, Lon Chaney, Jr.                                                                              | Statele Unite ale Americii                                                         | [ 6 ]                   |
| Mother Riley Meets the Vampire          | John Gilling                                          | Dora Bryan, Bela Lugosi, Arthur Lucan                                                                                       | Regatul Unit al Marii Britanii și al Irlandei de Nord                              | Horror Comedy           |
| 1953                                    |                                                       | |                                                                                    |                         |
| The Beast from 20,000 Fathoms           | Eugène Lourié                                         | Paul Hubschmid, Cecil Kellaway, Kenneth Tobey                                                                               | Statele Unite ale Americii                                                         | [ 8 ]                   |
| Donovan's Brain                         | Felix E. Feist                                        | Lew Ayres, Gene Evans, Nancy Davis, Steve Brodie, Tom Powers                                                                | Statele Unite ale Americii                                                         | [ 9 ]                   |
| House of Wax                            | André De Toth                                         | Vincent Price, Frank Lovejoy, Phyllis Kirk                                                                                  | Statele Unite ale Americii                                                         | [ 10 ]                  |
| The Maze                                | William Cameron Menzies                               | Richard Carlson, Veronica Hurst, Katherine Emery                                                                            | Statele Unite ale Americii                                                         | [ 11 ]                  |
| Mesa of Lost Women                      | Herbert Tevos, Ron Ormond                             | Jackie Coogan, Richard Travis, Allan Nixon                                                                                  | Statele Unite ale Americii                                                         | [ 12 ]                  |
| The Neanderthal Man                     | Ewald André Dupont                                    | Robert Shayne, Joyce Terry, Richard Crane                                                                                   | Statele Unite ale Americii                                                         | [ 13 ]                  |
| 1954                                    |                                                       | |                                                                                    |                         |
| The Creature from the Black Lagoon      | Jack Arnold                                           | Richard Carlson, Nestor Paiva                                                                                               | Statele Unite ale Americii                                                         | [ 14 ]                  |
| La Bruja                                | Chano Urueta                                          | Lilia del Valle, Ramón Gay                                                                                                  | Mexic                                                                              | [ 15 ]                  |
| Godzilla                                | Ishirō Honda                                          | Akira Takarada | Japonia                                                                            | Science fiction horror  |
| The Mad Magician                        | John Brahm                                            | Vincent Price, Mary Murphy, Eva Gabor                                                                                       | Statele Unite ale Americii                                                         | [ 17 ]                  |
| The Snow Creature                       | W. Lee Wilder                                         | Paul Langton, Leslie Denison, Teru Shimada                                                                                  | Statele Unite ale Americii                                                         | [ 18 ]                  |
| Them!                                   | Gordon Douglas                                        | James Whitmore, Edmund Gwenn, Joan Weldon                                                                                   | Statele Unite ale Americii                                                         | Science fiction horror  |
| 1955                                    |                                                       | |                                                                                    |                         |
| Abbott and Costello Meet the Mummy      | Charles Lamont                                        | Bud Abbott, Lou Costello, Marie Windsor                                                                                     | Statele Unite ale Americii                                                         | Horror comedy           |
| The Beast with a Million Eyes           | David Kramarsky                                       | Paul Birch, Lorna Thayer, Donna Cole                                                                                        | Statele Unite ale Americii                                                         | Science fiction horror  |
| Bride of the Monster                    | Edward D. Wood, Jr.                                   | Bela Lugosi, Tor Johnson, Tony McCoy                                                                                        | Statele Unite ale Americii                                                         | [ 22 ]                  |
| Cult of the Cobra                       | Francis D. Lyon                                       | Faith Domergue, Richard Long, Marshall Thompson                                                                             | Statele Unite ale Americii                                                         | [ 23 ]                  |
| Dementia                                | John Parker                                           | Adrienne Barrett, Bruno VeSota, Ben Roseman, Richard Barron                                                                 | Statele Unite ale Americii                                                         | [ 24 ]                  |
| It Came from Beneath the Sea            | Robert Gordon                                         | Kenneth Tobey, Faith Domergue, Harry Lauter                                                                                 | Statele Unite ale Americii                                                         | Science fiction horror  |
| The Quatermass Xperiment                | Val Guest                                             | Brian Donlevy, Jack Warner, Richard Wordsworth                                                                              | Regatul Unit al Marii Britanii și al Irlandei de Nord                              | Science fiction horror. |
| Revenge of the Creature                 | Jack Arnold                                           | John Agar, Lori Nelson, John Bromfield                                                                                      | Statele Unite ale Americii                                                         | [ 27 ]                  |
| Tarantula!                              | Jack Arnold                                           | John Agar, Mara Corday, Leo G. Carroll                                                                                      | Statele Unite ale Americii                                                         | [ 28 ]                  |
| 1956                                    |                                                       | |                                                                                    |                         |
| The Black Sleep                         | Reginald Le Borg                                      | Basil Rathbone, Akim Tamiroff, Lon Chaney, Jr.                                                                              | Statele Unite ale Americii                                                         | [ 29 ]                  |
| The Creature Walks Among Us             | John Sherwood                                         | Jeff Morrow, Rex Reason, Leigh Snowden                                                                                      | Statele Unite ale Americii                                                         | [ 30 ]                  |
| I Vampiri                               | Riccardo Freda                                        | Gianna Maria Canale, Carlo D'Angelo, Dario Michaelis                                                                        | Franța · Italia · Senegal                                                          | [ 31 ]                  |
| It Conquered the World                  | Roger Corman                                          | Peter Graves,Lee Van Cleef,Beverly Garland,Sally Fraser                                                                     | Statele Unite ale Americii                                                         | [ 32 ]                  |
| Indestructible Man                      | Jack Pollexfen                                        | Lon Chaney, Jr., Ross Elliott, Marvin Ellis                                                                                 | Statele Unite ale Americii                                                         | Science fiction horror  |
| Invasion of the Body Snatchers          | Don Siegel                                            | Kevin McCarthy, Dana Wynter, Carolyn Jones                                                                                  | Statele Unite ale Americii                                                         | Science fiction horror  |
| The Mole People                         | Virgil Vogel                                          | John Agar, Cynthia Patrick, Hugh Beaumont                                                                                   | Statele Unite ale Americii                                                         | Science fiction horror  |
| The She-Creature                        | Edward L. Cahn                                        | Chester Morris, Marla English, Tom Conway                                                                                   | Statele Unite ale Americii                                                         | [ 36 ]                  |
| The Werewolf                            | Fred Sears                                            | Steven Ritch, Don Megowan, Harry Lauter                                                                                     | Statele Unite ale Americii                                                         | [ 37 ]                  |
| X the Unknown                           | Leslie Norman                                         | Dean Jagger, Edward Chapman, Leo McKern                                                                                     | Regatul Unit al Marii Britanii și al Irlandei de Nord · Statele Unite ale Americii | Science fiction horror  |
| 1957                                    |                                                       | |                                                                                    |                         |
| The Abominable Snowman of the Himalayas | Val Guest                                             | Forrest Tucker, Peter Cushing, Maureen Connell                                                                              | Regatul Unit al Marii Britanii și al Irlandei de Nord · Statele Unite ale Americii | [ 39 ]                  |
| Attack of the Crab Monsters             | Roger Corman                                          | Richard Garland, Pamela Duncan, Russell Johnson                                                                             | Statele Unite ale Americii                                                         | [ 40 ]                  |
| Back from the Dead                      | Charles Marquis Warren                                | Peggie Castle, Arthur Franz, Marsha Hunt                                                                                    | Statele Unite ale Americii                                                         | [ 41 ]                  |
| Beginning of the End                    | Bert I. Gordon                                        | Peter Graves, Peggie Castle, Morris Ankrum                                                                                  | Statele Unite ale Americii                                                         | [ 42 ]                  |
| The Black Scorpion                      | Edward Ludwig                                         | Richard Denning, Mara Corday, Carlos Rivas                                                                                  | Statele Unite ale Americii                                                         | [ 43 ]                  |
| Blood of Dracula                        | Herbert L. Strock                                     | Sandra Harrison, Gail Ganley, Jerry Blaine                                                                                  | Statele Unite ale Americii                                                         | [ 44 ]                  |
| The Brain from Planet Arous             | Nathan Juran                                          | Joyce Meadows, Thomas Browne Henry, Bill Giorgio                                                                            | Statele Unite ale Americii                                                         | [ 45 ]                  |
| Cat Girl                                | Alfred Shaughnessy                                    | Barbara Shelley, Robert Ayres, Kay Callard                                                                                  | Regatul Unit al Marii Britanii și al Irlandei de Nord · Statele Unite ale Americii | [ 46 ]                  |
| The Curse of Frankenstein               | Terence Fisher                                        | Peter Cushing, Christopher Lee, Hazel Court                                                                                 | Regatul Unit al Marii Britanii și al Irlandei de Nord                              | [ 47 ]                  |
| Daughter of Dr. Jekyll                  | Edgar G. Ulmer                                        | John Agar, Gloria Talbott, Arthur Shields                                                                                   | Statele Unite ale Americii                                                         | [ 48 ]                  |
| The Deadly Mantis                       | Nathan Juran                                          | Craig Stevens, William Hopper, Alix Talton                                                                                  | Statele Unite ale Americii                                                         | [ 49 ]                  |
| The Disembodied                         | Walter Grauman                                        | Paul Burke, Allison Hayes, John Wengraf                                                                                     | Statele Unite ale Americii                                                         | [ 50 ]                  |
| The Giant Claw                          | Fred F. Sears                                         | Mara Corday, Edgar Barrier, Clark Howat                                                                                     | Statele Unite ale Americii                                                         | [ 51 ]                  |
| From Hell It Came                       | Dan Milner                                            | Tina Carver, Baynes Barron, Suzanne Ridgeway                                                                                | Statele Unite ale Americii                                                         | [ 52 ]                  |
| I Was a Teenage Frankenstein            | Herbert L. Strock                                     | Whit Bissell, Phyllis Coates, Gary Conway                                                                                   | Statele Unite ale Americii                                                         | [ 53 ]                  |
| I Was a Teenage Werewolf                | Gene Fowler                                           | Michael Landon, Yvonne Lime, Whit Bissell                                                                                   | Statele Unite ale Americii                                                         | [ 54 ]                  |
| The Incredible Shrinking Man            | Jack Arnold                                           | Helene Marshall, William Schallert, Diana Darrin                                                                            | Statele Unite ale Americii                                                         | Science fiction horror  |
| La Maldicion de la Momia Azteca         | Rafael Lopez Portillo                                 | Julian DeMeriche, Alejandro Cruz, Arturo Martinez Sr.                                                                       | Mexic                                                                              | [ 56 ]                  |
| La Momia Azteca                         | Rafael Lopez Portillo                                 | Emma Roldan, Jorge Mondragon, Arturo Martinez Sr.                                                                           | Mexic                                                                              | [ 57 ]                  |
| The Monolith Monsters                   | John Sherwood                                         | Grant Williams, Lola Albright, Les Tremayne                                                                                 | Statele Unite ale Americii                                                         | [ 58 ]                  |
| Monster from Green Hell                 | Kenneth G. Crane                                      | Jim Davis, Barbara Turner, Robert E. Griffin                                                                                | Statele Unite ale Americii                                                         | [ 59 ]                  |
| The Monster That Challenged the World   | Arnold Laven                                          | Tim Holt, Audrey Dalton, Hans Conried                                                                                       | Statele Unite ale Americii                                                         | [ 60 ]                  |
| Night of the Demon                      | Jacques Tourneur                                      | Dana Andrews, Peggy Cummins, Niall MacGinnis                                                                                | Regatul Unit al Marii Britanii și al Irlandei de Nord                              | [ 61 ]                  |
| Quatermass 2                            | Val Guest                                             | Brian Donlevy, John Longden, Sid James                                                                                      | Regatul Unit al Marii Britanii și al Irlandei de Nord · Statele Unite ale Americii | Science fiction horror  |
| The Undead                              | Roger Corman                                          | Pamela Duncan, Richard Garland, Allison Hayes, Val Dufour                                                                   | Statele Unite ale Americii                                                         | [ 63 ]                  |
| The Vampire                             | Paul Landres                                          | John Beal, Coleen Gray, Kenneth Tobey                                                                                       | Statele Unite ale Americii                                                         | [ 64 ]                  |
| Voodoo Island                           | Reginald Le Borg                                      | Boris Karloff, Beverly Tyler, Murvyn Vye                                                                                    | Statele Unite ale Americii                                                         | [ 65 ]                  |
| Voodoo Woman                            | Edward L. Cahn                                        | Marla English, Tom Conway, Lance Fuller                                                                                     | Statele Unite ale Americii                                                         | [ 66 ]                  |
| 1958                                    |                                                       | |                                                                                    |                         |
| Attack of the Puppet People             | Bert I. Gordon                                        | John Agar, Michael Mark, Jack Kosslyn                                                                                       | Statele Unite ale Americii                                                         | [ 67 ]                  |
| The Blob                                | Irvin Shortess Yeaworth, Jr.                          | Steve McQueen, Aneta Corsaut, Earl Rowe                                                                                     | Statele Unite ale Americii                                                         | [ 68 ]                  |
| Blood of the Vampire                    | Henry Cass                                            | Donald Wolfit, Vincent Ball, Barbara Shelley                                                                                | Regatul Unit al Marii Britanii și al Irlandei de Nord                              | [ 69 ]                  |
| Black Cat Mansion                       | Nobuo Nakagawa                                        | | Japonia                                                                            | [ 70 ]                  |
| The Brain Eaters                        | Bruno Ve Sota                                         | Ed Nelson, Alan Frost, Jack Hill                                                                                            | Statele Unite ale Americii                                                         | [ 71 ]                  |
| Bride and the Beast                     | Adrian Weiss                                          | Charlotte Austin, Lance Fuller, Johnny Roth                                                                                 | Statele Unite ale Americii                                                         | [ 72 ]                  |
| The Castle of the Monsters              | Julián Soler                                          | Antonio Espino, Evangelina Elizondo                                                                                         | Mexic                                                                              | [ 73 ]                  |
| Corridors of Blood                      | Robert Day                                            | Boris Karloff, Christopher Lee                                                                                              | Regatul Unit al Marii Britanii și al Irlandei de Nord                              | [ 74 ]                  |
| Curse of the Faceless Man               | Edward L. Cahn                                        | Richard Anderson, Elaine Edwards, Adele Mara                                                                                | Statele Unite ale Americii                                                         | [ 75 ]                  |
| Dracula                                 | Terence Fisher                                        | Peter Cushing, Christopher Lee, Melissa Stribling                                                                           | Regatul Unit al Marii Britanii și al Irlandei de Nord                              | [ 76 ]                  |
| Fiend Without a Face                    | Arthur Crabtree                                       | Robert MacKenzie, Kynaston Reeves, Lala Lloyd                                                                               | Regatul Unit al Marii Britanii și al Irlandei de Nord · Statele Unite ale Americii | [ 77 ]                  |
| The Fly                                 | Kurt Neumann                                          | Vincent Price, Patricia Owens, Herbert Marshall                                                                             | Statele Unite ale Americii                                                         | [ 78 ]                  |
| Frankenstein 1970                       | Howard W. Koch                                        | Boris Karloff, Tom Duggan, Jana Lund                                                                                        | Statele Unite ale Americii                                                         | [ 79 ]                  |
| Frankenstein's Daughter                 | Richard E. Cunha                                      | Harry Wilson, Sally Todd, Voltaire Perkins                                                                                  | Statele Unite ale Americii                                                         | [ 80 ]                  |
| El hombre y el monstruo                 | Rafael Baledon                                        | Abel Salazar | Mexic                                                                              | [ 81 ]                  |
| I Bury the Living                       | Albert Band                                           | Richard Boone, Theodore Bikel, Peggy Maurer                                                                                 | Statele Unite ale Americii                                                         | [ 82 ]                  |
| It The Terror from Beyond Space         | Edward L. Cahn                                        | Marshall Thompson, Shirley Patterson, Kim Spalding                                                                          | Statele Unite ale Americii                                                         | [ 83 ]                  |
| I Married a Monster from Outer Space    | Gene Fowler                                           | Tom Tryon, Gloria Talbott                                                                                                   | Statele Unite ale Americii                                                         | [ 84 ]                  |
| Macabre                                 | William Castle                                        | Jacqueline Scott, Jim Backus, Philip Tonge                                                                                  | Statele Unite ale Americii                                                         | [ 85 ]                  |
| Monster on the Campus                   | Jack Arnold                                           | Arthur Franz, Joanna Moore, Judson Pratt                                                                                    | Statele Unite ale Americii                                                         | [ 86 ]                  |
| Night of the Blood Beast                | Bernard L. Kowalski                                   | John Baer, Georgianna Carter, Gil Perkins                                                                                   | Statele Unite ale Americii                                                         | [ 87 ]                  |
| The Revenge of Frankenstein             | Terence Fisher                                        | Peter Cushing, Francis Matthers, Eunice Gayson                                                                              | Regatul Unit al Marii Britanii și al Irlandei de Nord                              | [ 88 ]                  |
| The Screaming Skull                     | Alex Nicol                                            | John Hudson, Peggy Webber, Toni Johnson                                                                                     | Statele Unite ale Americii                                                         | [ 89 ]                  |
| The Thing That Couldn't Die             | Will Cowan                                            | William Reynolds, Andra Martin, Jeffrey Stone                                                                               | Statele Unite ale Americii                                                         | [ 90 ]                  |
| 1959                                    |                                                       | |                                                                                    |                         |
| The Alligator People                    | Roy Del Ruth                                          | Lon Chaney Jr., Beverly Garland, Frieda Inescourt                                                                           | Statele Unite ale Americii                                                         | [ 91 ]                  |
| Attack of the Giant Leeches             | Bernard Kowalski                                      | Jan Shepard, Gene Roth, Yvette Vickers                                                                                      | Statele Unite ale Americii                                                         | [ 92 ]                  |
| Behemoth, the Sea Monster               | Douglas Hickox, Eugène Lourié                         | John Turner, Leigh Madison, Jack MacGowran                                                                                  | Statele Unite ale Americii · Regatul Unit al Marii Britanii și al Irlandei de Nord | [ 93 ]                  |
| A Bucket of Blood                       | Roger Corman                                          | Dick Miller, Barboura Morris, Anthony Carbone                                                                               | Statele Unite ale Americii                                                         | [ 94 ]                  |
| Caltiki – The Immortal Monster          | Riccardo Freda                                        | John Merivale, Didi Perego, Gerard Herter                                                                                   | Italia · Statele Unite ale Americii                                                | [ 95 ]                  |
| La Casa del Terror                      | Gilberto Martinez Solares                             | Lon Chaney Jr., Tin-Tan, Yolanda Varela                                                                                     | Mexic                                                                              | [ 96 ]                  |
| Curse of the Undead                     | Edward Dein                                           | Eric Fleming, Michael Pate, Kathleen Crowley                                                                                | Statele Unite ale Americii                                                         | [ 97 ]                  |
| The Four Skulls of Jonathan Drake       | Edward L. Cahn                                        | Eduard Franz, Valerie French, Henry Daniell                                                                                 | Statele Unite ale Americii                                                         | [ 98 ]                  |
| The Ghost of Dragstrip Hollow           | William J. Hole, Jr.                                  | Jody Fair, Martin Braddock, Russ Bender                                                                                     | Statele Unite ale Americii                                                         | [ 99 ]                  |
| The Ghost of Yotsuya                    | Nobuo Nakagawa                                        | Shigeru Amachi, Noriko Kitazawa                                                                                             | Japonia                                                                            | [ 100 ]                 |
| The Giant Gila Monster                  | Ray Kellogg                                           | Don Sullivan, Fred Graham                                                                                                   | Statele Unite ale Americii                                                         | [ 101 ]                 |
| The Hideous Sun Demon                   | Robert Clarke, Thomas Bontross, Gianbatista Cassarino | Robert Clarke, Patricia Manning, Nan Peterson                                                                               | Statele Unite ale Americii                                                         | [ 102 ]                 |
| Horrors of the Black Museum             | Arthur Crabtree                                       | Michael Gough, June Cunningham, Graham Curnow, Shirley Ann Field                                                            | Statele Unite ale Americii · Regatul Unit al Marii Britanii și al Irlandei de Nord | [ 103 ]                 |
| House on Haunted Hill                   | William Castle, Rosemary Horvath                      | Vincent Price, Carol Ohmart, Richard Long                                                                                   | Statele Unite ale Americii                                                         | [ 104 ]                 |
| The Killer Shrews                       | Ray Kellogg                                           | James Best, Ingrid Goude, Ken Curtis                                                                                        | Statele Unite ale Americii                                                         | [ 105 ]                 |
| La Llorona                              | René Cardona, Sr.                                     | María Elena Marqués | Mexic                                                                              | [ 106 ]                 |
| The Man Who Could Cheat Death           | Terence Fisher                                        | Anton Diffring, Hazel Court, Christopher Lee                                                                                | Regatul Unit al Marii Britanii și al Irlandei de Nord · Statele Unite ale Americii | [ 107 ]                 |
| The Monster of Piedras Blancas          | Irvin Berwick                                         | Les Tremayne, Jeanne Carmen, Don Sullivan                                                                                   | Statele Unite ale Americii                                                         | [ 108 ]                 |
| The Mummy                               | Terence Fisher                                        | Peter Cushing, Christopher Lee, Yvonne Furneaux                                                                             | Regatul Unit al Marii Britanii și al Irlandei de Nord                              | [ 109 ]                 |
| Die Nackte und der Satan                | Victor Trivas                                         | Horst Frank, Michel Simon, Paul Dahlke                                                                                      | Germania de Vest                                                                   | Horror comedy           |
| Night of the Ghouls                     | Edward D. Wood, Jr.                                   | Criswell, Kenne Duncan, Duke Moore                                                                                          | Statele Unite ale Americii                                                         | [ 111 ]                 |
| Plan 9 from Outer Space                 | Ed Wood                                               | Gregory Walcott, Mona McKinnon, Tom Keene, Tor Johnson, Dudley Manlove, Joanna Lee, John Breckinridge, Vampira, Bela Lugosi | Statele Unite ale Americii                                                         | [ 112 ]                 |
| Return of the Fly                       | Edward Bernds                                         | Vincent Price, Brett Halsey, John Sutton                                                                                    | Statele Unite ale Americii                                                         | [ 113 ]                 |
| Tempi duri per i vampiri                | Steno                                                 | Kay Fisher, Sylva Koscina, Christopher Lee                                                                                  | Italia                                                                             | [ 114 ]                 |
| Terror Is a Man                         | Gerardo de Leon                                       | Francis Lederer, Greta Thyssen, Richard Derr                                                                                | Filipine · Statele Unite ale Americii                                              | [ 115 ]                 |
| The Tingler                             | William Castle                                        | Vincent Price, Judith Evelyn, Darryl Hickman                                                                                | Statele Unite ale Americii                                                         | [ 116 ]                 |
| The Wasp Woman                          | Roger Corman                                          | Susan Cabot, Michael Mark, Anthony Eisley                                                                                   | Statele Unite ale Americii                                                         | [ 117 ]                 |